# Tamajón
Tamajón ist ein zentralspanischer Ort und eine Gemeinde (municipio) mit 154 Einwohnern (Stand: 2024) im Südwesten der Provinz Guadalajara in der Autonomen Gemeinschaft Kastilien-La Mancha. Die Gemeinde besteht neben dem Hauptort Tamajón aus den Ortschaften Almiruete, Muriel und Palancares.

## Lage und Klima
Tamajón liegt in einer Höhe von ca. 1025 m in der Kulturlandschaft der Serranía. Im Westen liegt die Talsperre des Río Jarama, die Embalse de El Vado, im Süden die Talsperre des Río Sorbe, die Embalse de Beleña. Die Entfernung zur südlich gelegenen Provinzhauptstadt Guadalajara beträgt ca. 33 Kilometer (Fahrtstrecke). Das Klima ist gemäßigt bis warm; Regen fällt übers Jahr verteilt.

## Bevölkerungsentwicklung
| Jahr      | 1970 | 1981 | 1991 | 2001 | 2011 | 2021 |
| Einwohner | 604  | 178  | 187  | 223  | 184  | 146  |

## Sehenswürdigkeiten
- Kirche Mariä Himmelfahrt
- Marienkapelle
- Herrenhaus der Los Mendoza aus dem 16. Jahrhundert

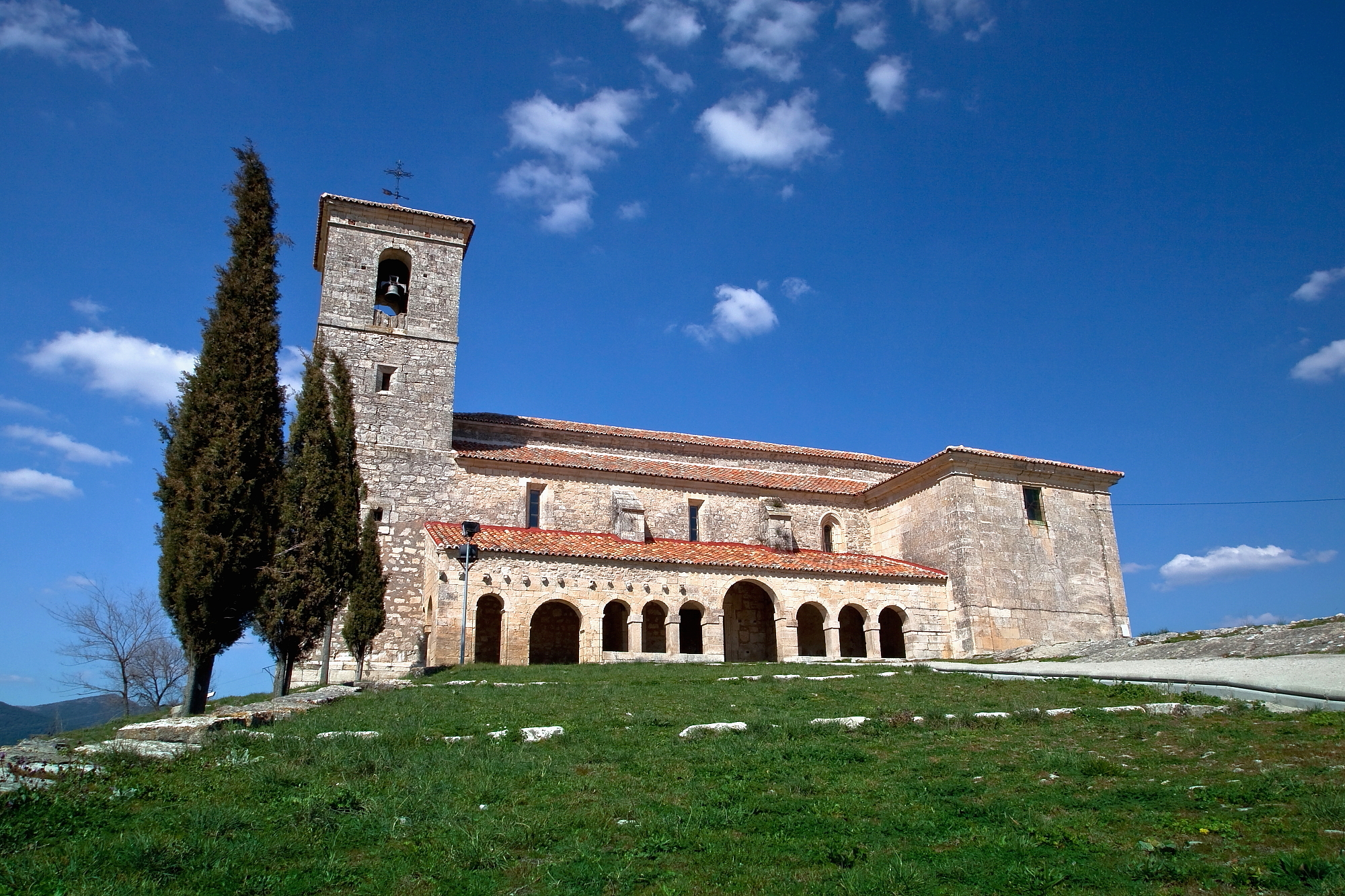
Kirche Mariä Himmelfahrt
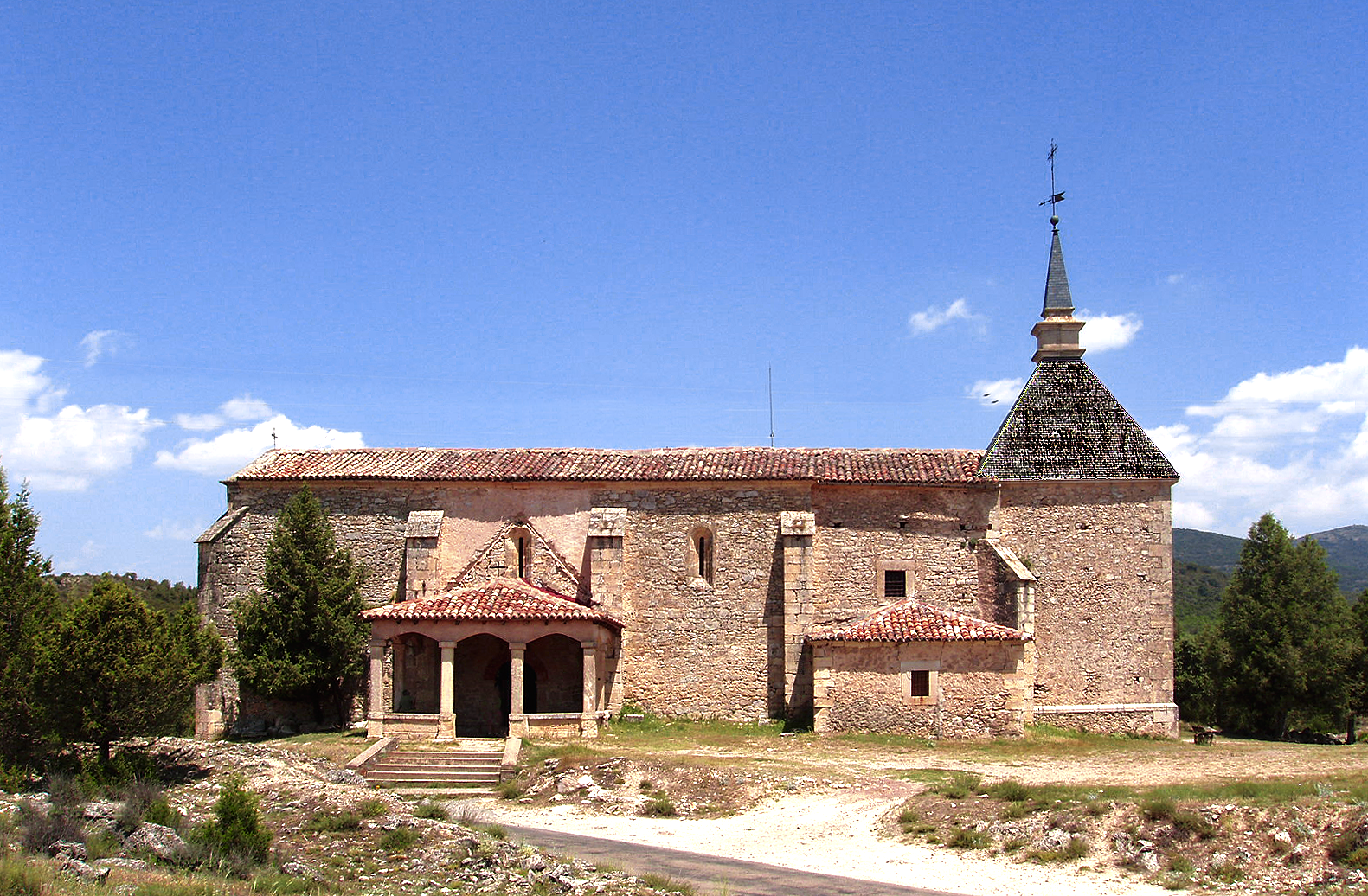
Marienkapelle